# Sulfobernsteinsäure
Sulfobernsteinsäure ist eine chemische Verbindung aus der Gruppe der Dicarbonsäuren. Ihre Salze und Ester werden als Sulfosuccinate bezeichnet.

## Gewinnung und Darstellung
Sulfobernsteinsäure kann aus Maleinsäure oder Fumarsäure gewonnen werden.

## Eigenschaften
Sulfobernsteinsäure ist eine gelbe Flüssigkeit mit säuerlichem Geruch, die löslich in Wasser ist.

## Verwendung
Die Salze der Sulfobernsteinsäure (wie zum Beispiel Docusat-Natrium) finden in kosmetischen Rezepturen Anwendung. Die Verbindung selbst kommt in Dichtungsmassen für Dosendeckel vor.